# اغریب
اغریب (به عربی: أغريب) یک شهرداری در الجزایر است که در تیزی وزو واقع شده‌است.